# Paleta vlasti
Paleta vlasti je recesistický klub založený roku 1962 někdejšími absolventy Akademie výtvarných umění v Praze a filmaři. Původně byl amatérským hokejovým týmem, později organizoval divadelní představení, happeningy a plesy. Pod názvem Paleta vlasti působí také hudební těleso.

## Historie

### Založení klubu

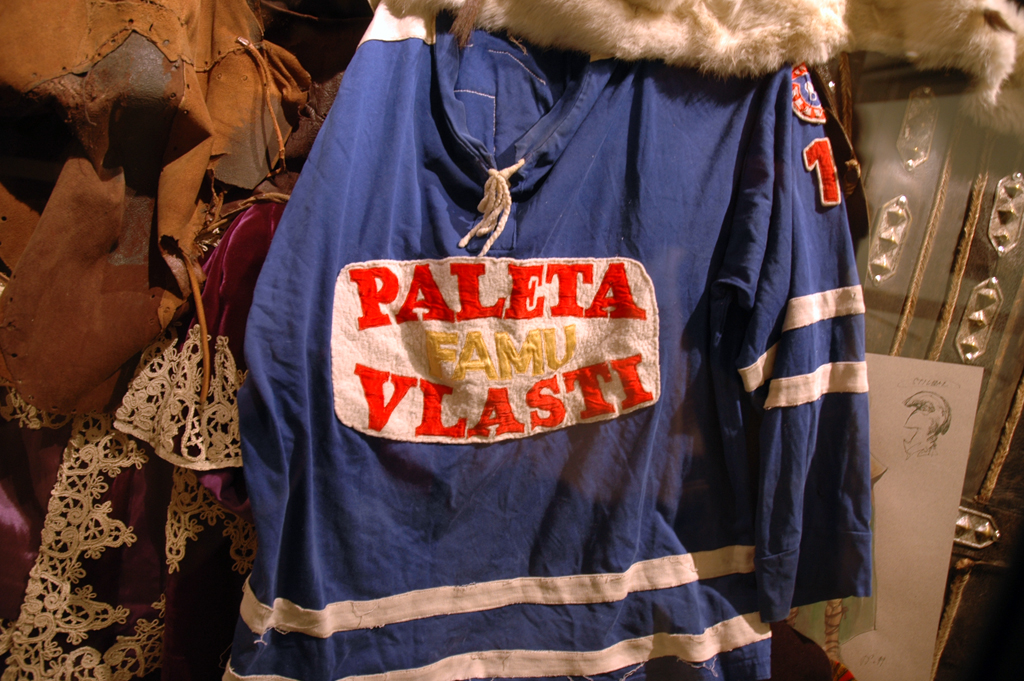
Theodor Pištěk, hokejový dres klubu Paleta vlasti, 1962

Paletě vlasti předcházelo založení pánského Clubu studentů AVU a AMU roku 1954 (Jan Koblasa, Bedřich Dlouhý, Karel Nepraš, Rudolf Komorous, Libor Pešek, Jan Klusák) a skupiny Šmidrové (1957, Jan Koblasa, Bedřich Dlouhý, Karel Nepraš, Rudolf Komorous, Jaroslav Vožniak). Vznik podobných sdružení reagoval na tíživou atmosféru nejtvrdšího stalinismu 50. let v Československu. Tehdejší studenti se bránili tlaku režimu formou dadaistické výstavy Malmuzherciáda (1954), později založením amatérské dechovky a nejrůznějšími recesistickými aktivitami. Podle Karla Nepraše "..jinak než v recesi by to vůbec nešlo, to by se člověk mohl jít oběsit rovnou". Na Šmidry kromě Palety vlasti navázala Křižovnická škola čistého humoru bez vtipu (zal. 1963), která přetrvala dobu normalizace v 70. a 80. letech a pořádala podobné akce.
Hokejový klub Paleta vlasti založili roku 1962 někteří členové Šmidrů a další sportovní amatéři, kteří pro hokej neměli profesionální předpoklady. Přesto se jim podařilo utkat se s profesionálními hokejisty a dokonce zorganizovat mezinárodní zápasy ve Švýcarsku (olympijská hala v Ženevě), Francii a Švédsku. V roce 1969 měl klub 22 členů. Dres a logo klubu navrhl Theodor Pištěk.

### Členové
Zakládajícími členy byli Jan Koblasa, Bedřich Dlouhý, Hugo Demartini, Karel Nepraš, Theodor Pištěk, Josef Klimeš, Karel Kouba, Milan Stibůrek, Bohumil Němeček, Radek Venclík, Jan Vachuda. Jediným aktivním hokejistou byl grafik Milan Stibůrek.
V následujících letech v klubu působil také fotograf Jaroslav Franta, kameraman Ivan Šlapeta, dokumentarista Jan Schmidt, architekti Antonín Kryl a Jan Matyáš, malíři Milan Ressel a Jaroslav Uiberlay, sochaři Petr Siegl a Petr Kavan, grafik Vladimír Suchánek, dramaturg Jan Kratochvíl, jako host hrál hokej s Paletou vlasti také např. František Šťastný nebo Emil Viklický.

### Aktivity klubu

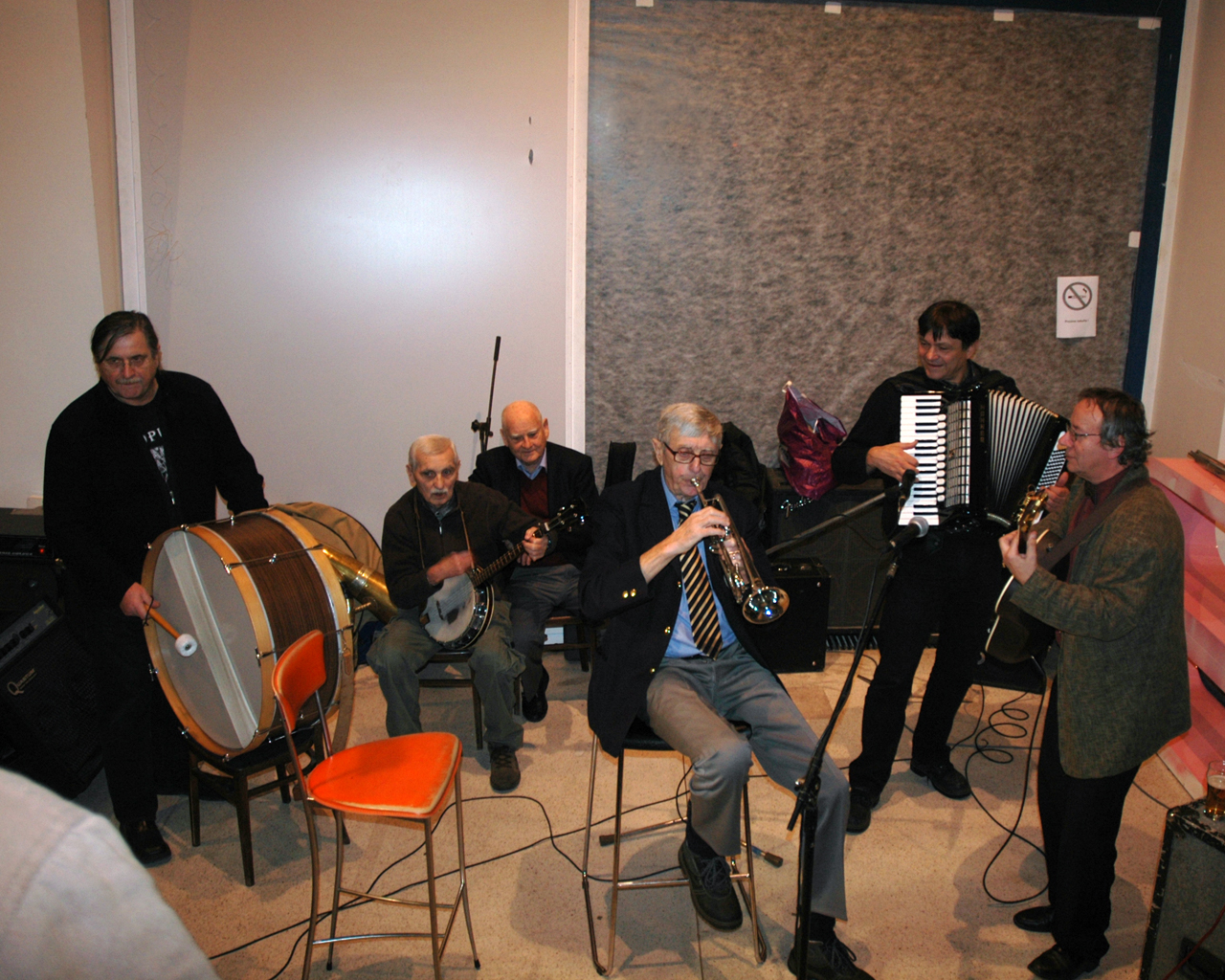
Hudebníci Palety vlasti na výstavě Theodora Pištěka v Národní galerii, 2013

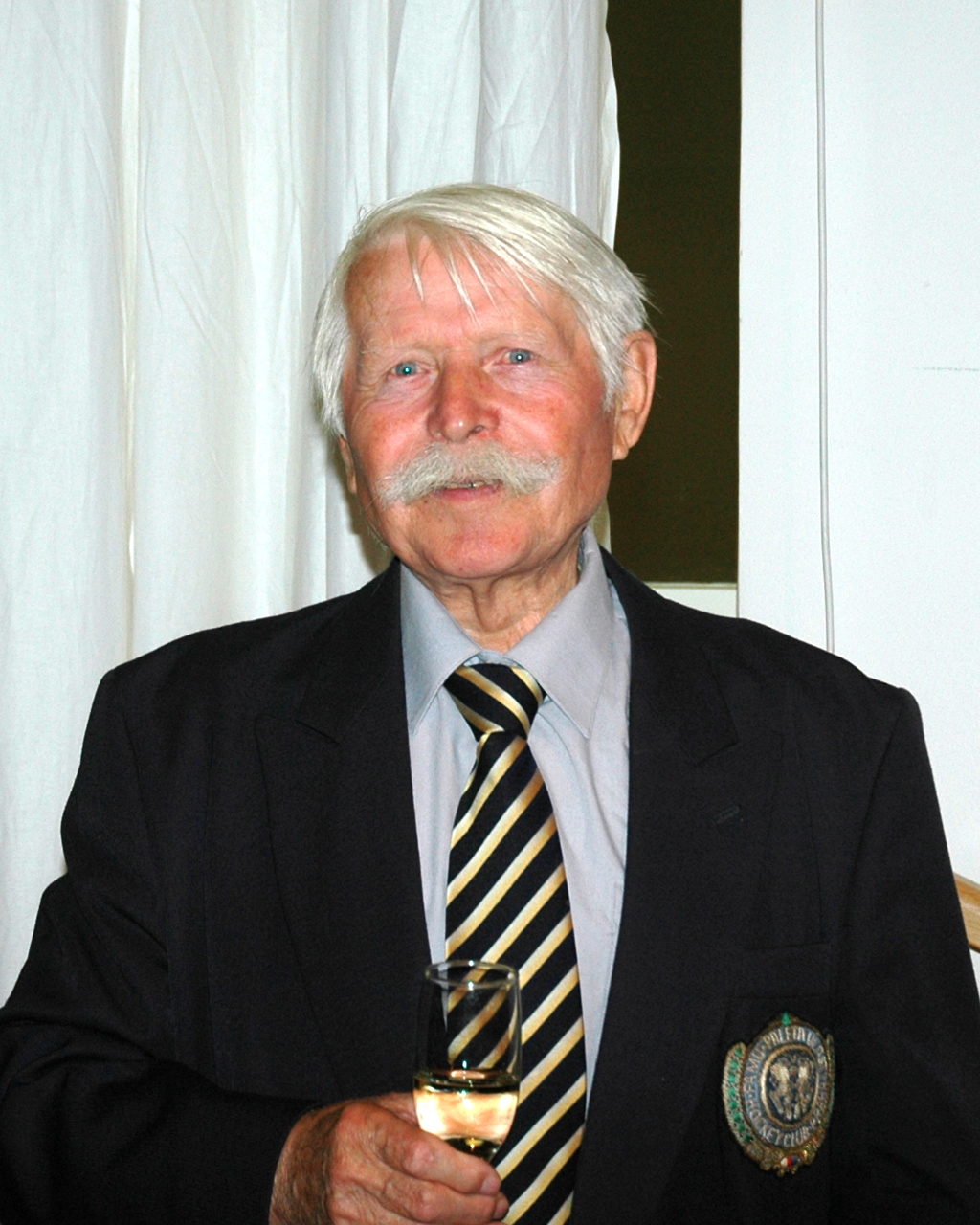
Josef Klimeš s odznakem klubu Paleta vlasti

Členové klubu byli aktivními umělci, ale jejich soukromé akce neměly být alternativní formou umění. V 60. letech působil spolek mimo jiné v Baráčnické rychtě. Ochotnické aktivity Palety vlasti, merendy, besídky, plesy a kabarety byly po celá 60. léta přinejmenším stejně populární jako o desetiletí později besídky Divadla Sklep. Po srpnové okupaci a s počátkem tzv. normalizace výtvarníci většinou ztratili možnost vystavovat a aktivity klubu sloužily jako rozptýlení v tehdejší tíživé politické atmosféře. Podle J. V. Kratochvíla: "S podniky Palety vlasti vstupovala do zachmuřených prostor normalizované Prahy svobodná veselost a donkichotská odvaha".
V roce 1971 uspořádali automobilovou rallye "Grand Prix Vlasti" z Prahy do Sopot. Trasa i dopravní prostředek byla věcí individuální volby, primární starostí závodníků bylo vyhnout se případnému mezinárodnímu konfliktu. Rallye se zúčastnil také Václav Havel.
Roku 1971 provedli vlastní divadelní adaptaci Dumasova románu Hrabě Monte Cristo v Baráčnické rychtě. Hlavní role obsadili Bedřich Dlouhý a Hugo Demartini, jediným profesionálním hercem byl Pavel Landovský v roli mouřenína. Jindřich Chalupecký, který představení sehrané před zcela vyprodaným hledištěm také viděl, ho označil za událost roku. Němečtí hosté o něm zveřejnili obsáhlý článek s fotografiemi v časopisu Theater Heute a Landovský později uváděl, že mu po emigraci toto představení pomohlo ke získání angažmá v Burgtheateru.
Roku 1973 Paleta vlasti uspořádala varietní představení U Nováků a vystoupila v Nocturné divadla Semafor. Theodor Pištěk komentoval představení s Jiřím Suchým jako konferenciér, ale po dvou reprízách cenzura další účinkování zakázala.
Členové Palety vlasti roku 1974 zjistili, že v historii není zaznamenán oficiální prvovýstup na horu Sněžku a rozhodli se toto opomenutí napravit. Jejich skupina zdolala vrchol cestou jižním svahem dne 5.4. 1974. Roku 1977, v době kdy kontrola vzdušného prostoru byla velmi přísná, uspořádali happening "Snídaně v trávě", při kterém najaté práškovací letadlo shodilo účastníkům obložené housky.
V osmdesátých letech státní moc a StB bedlivě sledovala veškeré aktivity, které nebyly oficiálně povoleny. Paleta vlasti pořádala soukromě tzv. "milionářské večírky" a kostýmní plesy na ledě (1982). Konec komunistického režimu oslavil klub provedením živého obrazu v dobových prvorepublikových kostýmech s T.G. Masarykem na koni. Roku 1992 předala delegace klubu cenu Palety vlasti Václavu Havlovi.
Od rozpadu dechovky skupiny Šmidrové existuje jako součást klubu také uskupení hudebníků Paleta vlasti, jehož členy jsou mj. Josef Klimeš, Jan Vachuda nebo Vladimír Suchánek.

### Výstavy
- 2011 Paleta vlasti – 50 let, Středočeské muzeum Roztoky[13][14]
- 2013 Paleta vlasti, Galerie Kinský, Nový zámek Kostelec nad Orlicí[15]